# Kleine IJstijd (film)
Kleine IJstijd is een Nederlandse dramafilm uit 2017, mede-geschreven, geproduceerd en geregisseerd door Paula van der Oest. De film beleefde op 19 oktober 2017 zijn wereldpremière op het Chicago International Film Festival.

## Verhaal
De film volgt een groep vrienden die allen rond vijftig jaar oud zijn en vroeger samen in een band speelden. Als hun bandleider Kas komt te overlijden besluiten ze om zeven maanden later een weekend bij elkaar te komen en samen zijn as uit te strooien. Tijdens die samenkomst worden herinneringen opgehaald, er komen daarbij zaken aan het licht die hun vriendschap op de proef stellen.

## Rolverdeling
| acteur                       | personage |
| ---------------------------- | --------- |
| Anniek Pheifer               | Sallie    |
| Ariane Schluter              | Valerie   |
| Thijs Boermans               | Davy      |
| Bas Keijzer                  | Dave      |
| Manoushka Zeegelaar Breeveld | Alisha    |
| Johan Heldenbergh            | Alex      |
| Monic Hendrickx              | Marije    |
| Cees Geel                    | Bertus    |
| Steef Cuijpers               | Lo        |
| Hannah Hoekstra              | Delphina  |
| Tiya Sircar                  | Kate      |
| Peter te Bos                 | Kas       |
| Jeremiah Fleming             | chauffeur |

## Achtergrond
De film werd geregisseerd door Paula van der Oest; daarnaast maakte ze met de film haar debuut als filmproducent, hierbij werd ze ondersteund door producenten Alain de Levita, Sabine Brian en Kaja Wolffers. Daarnaast schreef Van der Oest samen met Rifka Lodeizen ook het scenario van de film, ze lieten zich inspireren door de film The Big Chill uit 1983.
De opnames van de film gingen op 13 september 2016 van start in Amsterdam. De volledige film werd opgenomen in tien dagen tijd. Hoofdrollen in de film waren weggelegd voor onder anderen Anniek Pheifer, Ariane Schluter, Manoushka Zeegelaar Breeveld en Van der Oests zoon Thijs Boermans.
Kleine IJstijd ging op 19 oktober 2017 in wereldpremière op het Chicago International Film Festival.